# Teatro nazionale (Islanda)
Il teatro nazionale islandese è il teatro di proprietà dello Stato islandese e ha la propria sede principale a Reykjavík.

## Storia
Il teatro è stato avviato il 20 aprile 1950 e ha, tra le proprie finalità, quella di promuovere la cultura islandese dando spazio all'ideazione e alla realizzazione di opere teatrali create da autori autoctoni. Il teatro è in grado di offrire, ogni anno, un repertorio che va dai venti ai trenta spettacoli.

## L'edificio
Il teatro ha la propria sede nella capitale islandese. Il progetto dell'opera è dell'architetto Guðjón Samúelsson. Per realizzare l'edificio, il progettista si è rifatto alla cultura locale immaginando il teatro come se fosse la "casa degli elfi". Nella tradizione islandese, infatti, si immagina che gli elfi vivano dietro i cumuli di rocce: con questo progetto, Samúelsson ha voluto ricreare tale immagine facendo in modo che lo spettatore, entrando nell'edificio, abbia l'impressione di entrare nel mondo di tale mitologia.

## Direttori artistici
La seguente tabella riporta i direttori artistici del teatro nazionale islandese
| 1949–1972 | Guðlaugur Rósinkranz  |
| 1972–1983 | Sveinn Einarsson      |
| 1983–1991 | Gísli Alfreðsson      |
| 1991–2004 | Stefán Baldursson     |
| 2005–2015 | Tinna Gunnlaugsdóttir |
| 2015–2020 | Ari Matthíasson       |
| 2020–     | Magnús Geir Þórðarson |